# Jablonec
Jablonec és un poble i municipi d'Eslovàquia que es troba a la regió de Bratislava, a l'extrem occidental del país, prop de la frontera amb Àustria.

## Demografia
| Godina             | 1994 | 2004   | 2014    | 2024   |
| ------------------ | ---- | ------ | ------- | ------ |
| Nombre de persones | 751  | 826    | 964     | 1042   |
| Diferència         |      | +9,98% | +16,70% | +8,09% |

| Godina             | 2023 | 2024   |
| ------------------ | ---- | ------ |
| Nombre de persones | 1035 | 1042   |
| Diferència         |      | +0,67% |